# George S. Houston
George S. Houston (Franklin, 1811. január 17. – Athens, 1879. december 31.) az Amerikai Egyesült Államok szenátora (Alabama, 1879).